# Linia Árpád

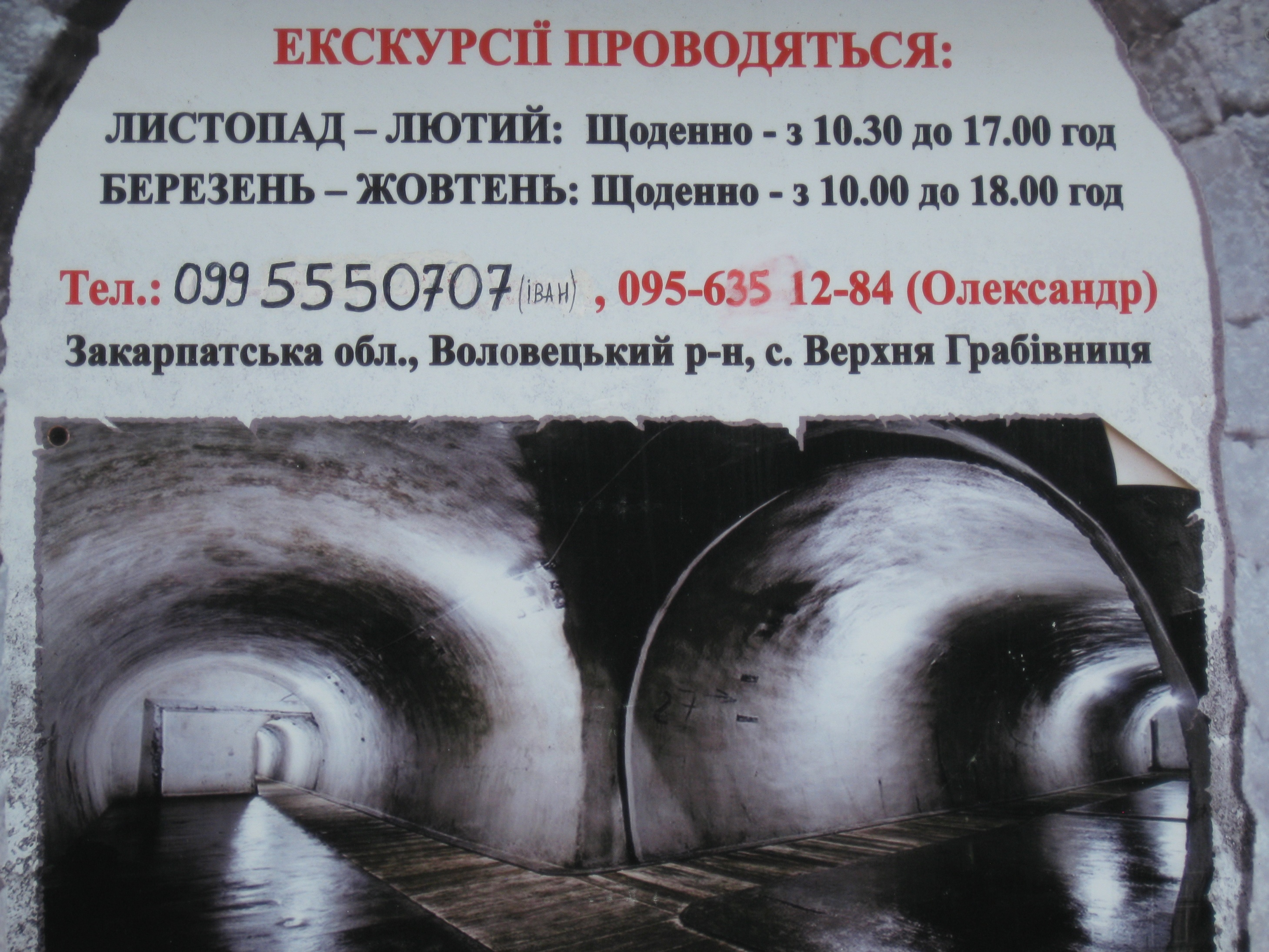
Tunele ale unor fortificații din cadrul Liniei Árpád, aici la Verhnea Hrabivnîțea din Transcarpatia, Ucraina.

Linia Árpád (în limba maghiară Árpád-vonal) a reprezentat un ansamblu de lucrări de fortificații realizat în Carpații Orientali în perioada celui de al Doilea Război Mondial, în principal de către Ungaria horthystă. Scopul acestei linii a fost acela de a realiza apărarea Transcarpatiei și Transilvaniei de Nord, dinspre est. Linia, edificată în perioada 1940-1944 conform specificațiilor teoriei apărării flexibile a generalului Teofil Hárosy, a fost depășită în luna octombrie 1944 de către Armata Roșie.
Numele ei a fost dat după cel al dinastiei arpadiene maghiare și s-a întins din pasul Ujok (actual situat în Ucraina) până în  pasul Oituz din România. Astăzi, fostul ei traseu geografic este împărțit între Ucraina și România, alături de Slovacia și în mai mică măsură, de Polonia. 
În porțiunea nordică, aflată în zona munților Beșkizi și a Munților Maramureșului, linia principală a fost întărită în timpul războiului de două poziții fortificate avansate. Cea mai îndepărtată a fost Poziția Hunyadi (în limba maghiară Hunyadi-állás), care închidea drumurile care duceau spre versanții estici ai Beșkizilor și ai Munților Maramureșului, la intrarea în văi. Cea mai apropiată a fost Poziția Sfântul László (în limba maghiară Szent László-állás). Aceasta a fost gândită ca linie de repliere pentru închiderea direcțiilor de acces din Beșkizii estici și Munții Maramureșului, în zona graniței ungare a acelor timpuri, spre punctele de trecere ale Liniei Árpád. 
În spatele ei, în Ținutul Secuiesc, a fost gândită o poziție fortificată circulară.

## Edificarea liniei

### Premise teoretice
| Imagine indisponibilă    |  | Imagine indisponibilă       |
| Buncăr al Liniei Maginot |  | Buncăr al Liniei Mannerheim |

Metodologia linilor flexibile de apărare, cum a fost Linia Árpád, a fost pusă în practică pentru prima dată de armata finlandeză în cazul construcției Liniei Mannerheim, dar îi revine generalului maghiar Teofil Hárosy, meritul de a fi elaborat în detaliu și de a fi dezvoltat în anii 1939-1940, teoria apărării flexibile. Aceste tipuri de linii de apărare nu se bazau pe linii dense de cazemate de beton mari, costisitoare și puternic înarmate, astfel cum a fost edificată Linia Maginot. În schimb, capacitatea de protecție a acestora depindea de existența mai multor linii de obstacole bine concepute, astfel încât să se încadreze mediului înconjurător. În consecință, orice drum de acces cu capabilități de a fi operat de tancuri sau camioane trebuia închis de câte un obstacol. În cazul de față, o fortăreață anume (numit în maghiară völgyzár) trebuia să închidă o vale. Zonele intermediare rămâneau neprotejate, apărarea flexibilă urmând să închidă numai posibilele linii de alimentare. Deși inamicul putea depăși astfel linia fortificată, fiecare grup de luptă, în absența realimentării cu resurse urma să rămână rapid fără muniție și alimente, putând fi înfrânt ulterior de o forță militară mobilă amică, de o putere mult mai mică.
Astfel, linia Árpád s-a bazat mai degrabă pe zone fortificate mici, bine protejate circular, mai degrabă decât pe o linie continuă de fortărețe impenetrabile. Cele mai multe dintre drumuri au fost distruse în zonele montane, împădurite și mlastinoase, dintre forturi. De aceea, sarcina apărătorilor urmărea să protejeze obstacolele și să nu se lupte cu principalele forțe atacatoare.
Metoda principală folosită de acest tip de fortificație de câmp a fost reprezentată de închiderea potențialelor căi de transport și de atac, prin intermediul mai multor șanțuri antitanc, arici, dinți de dragon și câmpuri de mine. În continuarea acestor zone de obstacole, se afla un sistem destul de mic, dar deosebit de complex, de șanțuri și obstacole din sârmă ghimpată, care protejau bariera antitanc împotriva geniștilor, tancurilor purtătoare de poduri și a echipelor de ingineri. Punctele principale de luptă erau deservite de echipe semi-mobile, deoarece soldații luptau din poziții de tragere deschise, buncărele servind drept adăpost numai în timpul bombardamentulor. Astfel, era posibilă realocarea rapidă a soldaților de la o poziție defenisvă la alta (forța umană nu era blocată în cazemate) și erau posibile contraatacuri realizate de forțele de apărare. De asemenea, acest tip de linie defensivă a necesitat la construcție de 5-10 ori mai puțină forță de muncă și beton per kilometru decât liniile Maginot sau Siegfried, cu o eficacitate egală (sau chiar mai mare) decât acestea. Reversul medaliei a fost reprezentat însă de faptul că a fost nevoie de mult mai multă imaginație din partea constructorilor, deoarece fiecare parte a liniei a avut în mod inevitabil un design unic, adaptat condițiilor locale.

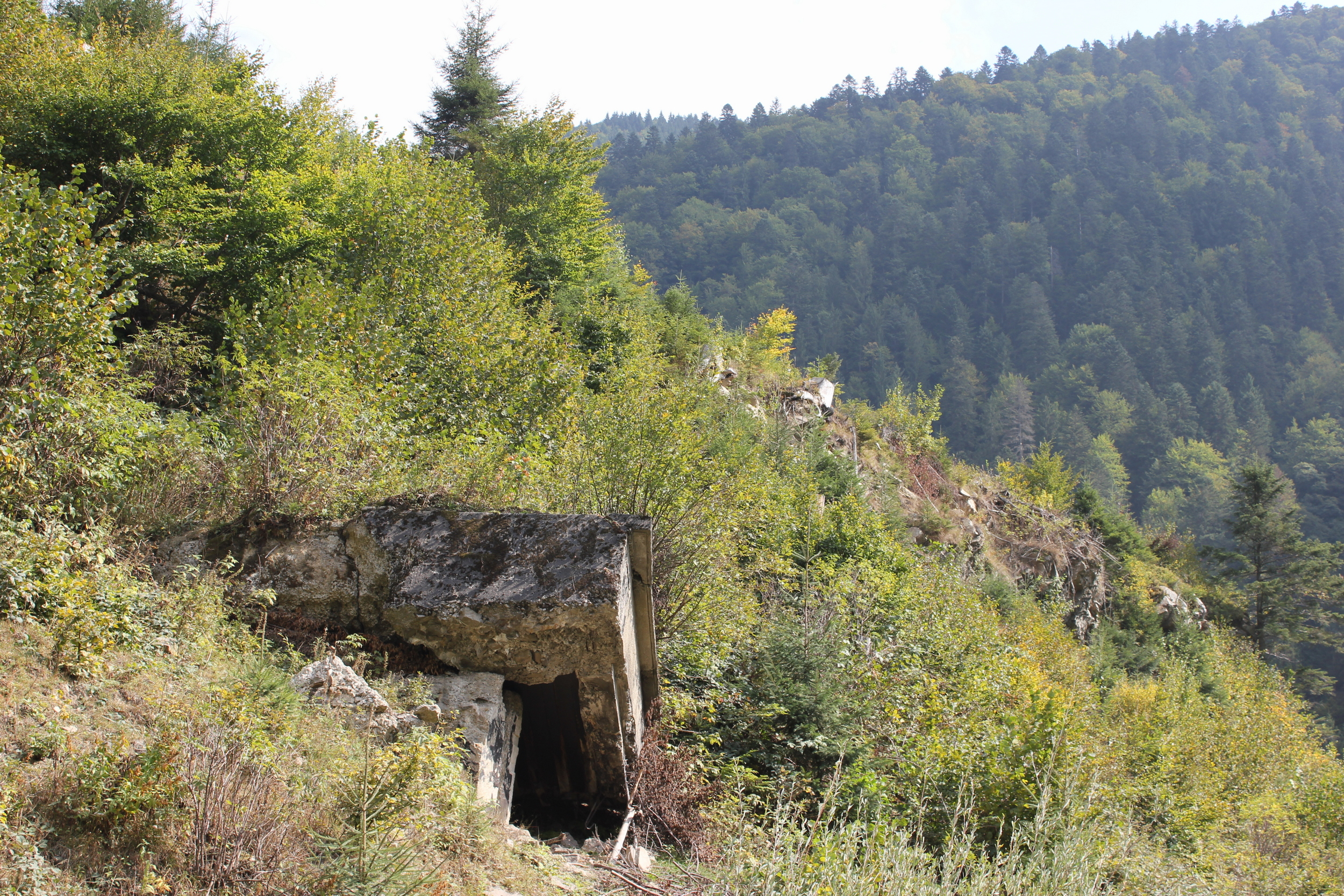
Buncăr al Liniei Árpád la Ust-Ciorna

Principala linie de apărare se afla, de obicei pe un vârf de deal la marginea pădurii, fiind împărțită în sectoare circulare independente. Acestea erau gândite astfel încât să fie operate de subunități de mărimea unui pluton, într-o manieră care oferea apărătorilor posibilitate de a executa foc, pe întreaga circumferință de 360 de grade a perimetrului defensiv. Un astfel de sector includea trei sau mai multe inele de tranșee și unul sau două adăposturi din beton armat, înconjurate de o zonă largă în care se aflau obstacole anti-personal (sârmă ghimpată, garduri electrice, o mare varietate capcane neexplozive), precum și două sau mai multe șanțuri antitanc în formă de „V” sau „U”, ori ziduri antitanc. Sectoarele independente erau conectate de tranșee de comunicație, într-o zonă defensivă sau într-un fort (în maghiară völgyzár – fort de vale), cu capabilitate de a fi operart de câtre o companie sau un batalion.
Distrugerile provocate de atacurile inamice asupra elementelor neconstruite din beton ale liniei erau ușor de reparat, în timpul în care forțele principale efectuau contraatacuri scurte. Prin urmare, apărarea nu era numai pasivă, ci se baza, de asemenea, pe contraatacuri obișnuite și pe atacuri  prin infiltrare. Flexibilitatea liniei însemna, de asemenea, că aceasta era concepută pentru a ajuta la executarea operațiilor ofensive ale ariergărzii și pentru a oferi sprijin de foc grupurilor mobile de forțe amice. Ca atare, au fost edificate elemente de infrastructură necesare pentru acest scop și au fost destinate acestor tipuri de obiective multe unități mici și rapide (schiori, călăreți și cicliști, în principal), de dimensiuni variabile, de la un pluton la o companie.
Spre deosebire de liniile de tip Maginot și Siegfried, întregul sistem de apărare care bara o zonă precum și sistemul de tranșee al apărării flexibile erau greu de detectat, fiind în fapt o rețea complexă de obiective mici, toate adaptate în întregime la topografia naturală a locului (de exemplu pante naturale abrupte cu caracter de ziduri antitanc, șanțuri curbate ca izolinii). Toate clădirile, adăposturile blindate și obstacolele erau adaptate peisajului și nu existau obiective mari ușor de țintit, spre diferență de buncărele de tip Maginot, care erau imposibil de camuflat în mod suficient. În mod ideal, pozițiile defensive erau situate în anfiladă sau în apărare în pantă inversă, pentru a nu fi expuse în mod direct focului inamic.
Cazematele dotate cu mitraliere și tunuri din liniile Mannerheim și Árpád au fost camuflate în mod particular și, aproape toate au avut un câmp de tragere în anfiladă (cele mai multe în anfiladă – defiladă) pentru a apăra obstacolele antitanc împotriva geniștilor, astfel încât nici una dintre acestea nu vizau direct spre liniile inamicului. Deoarece aceste construcții nu erau expuse artileriei tragerilor directe ale artileriei inamice, acestea au putu fi realizate cu pereți mai subțiri în raport cu cele de tip Maginot, prin urmare, cantitatea de beton folosită per kilometru a fost mai mică, în comparație cu alte linii.
Prin urmare, inamicul era forțat să atace tranșeele defensive prin intermediul unor atacuri de infanterie convenționale (la fel ca în timpul Primului Război Mondial), cu prețul unor pierderi teribile și fără ajutorul forțelor blindate sau a tunurilor aflate la limita vederii. Era un tip de linie de apărare „flexibilă”" deoarece soldații nu erau blocați în buncăre și plutoanele defensivei puteu fi regrupate între pozițiile de tragere deschise (întărite cu lucrări din lemn și pământ și cu adăposturi blindate) și sectoarelele independente. În plus, soldații puteau efectua cu ușurință un contraatac susținut de armamentul greu al liniei, la nevoie. De asemenea, datorită posibilității redistribuirii, era necesară o forță umană mult mai redusă decât aceea care asigura apărarea de tip Maginot. În plus, semi-mobilitatea era preferabilă din punct de vedere psihologic, pe termen lung, în raport cu sentimentul claustrofobic dezvoltat în buncărelor de tip Maginot.

### Construcția propriu-zisă

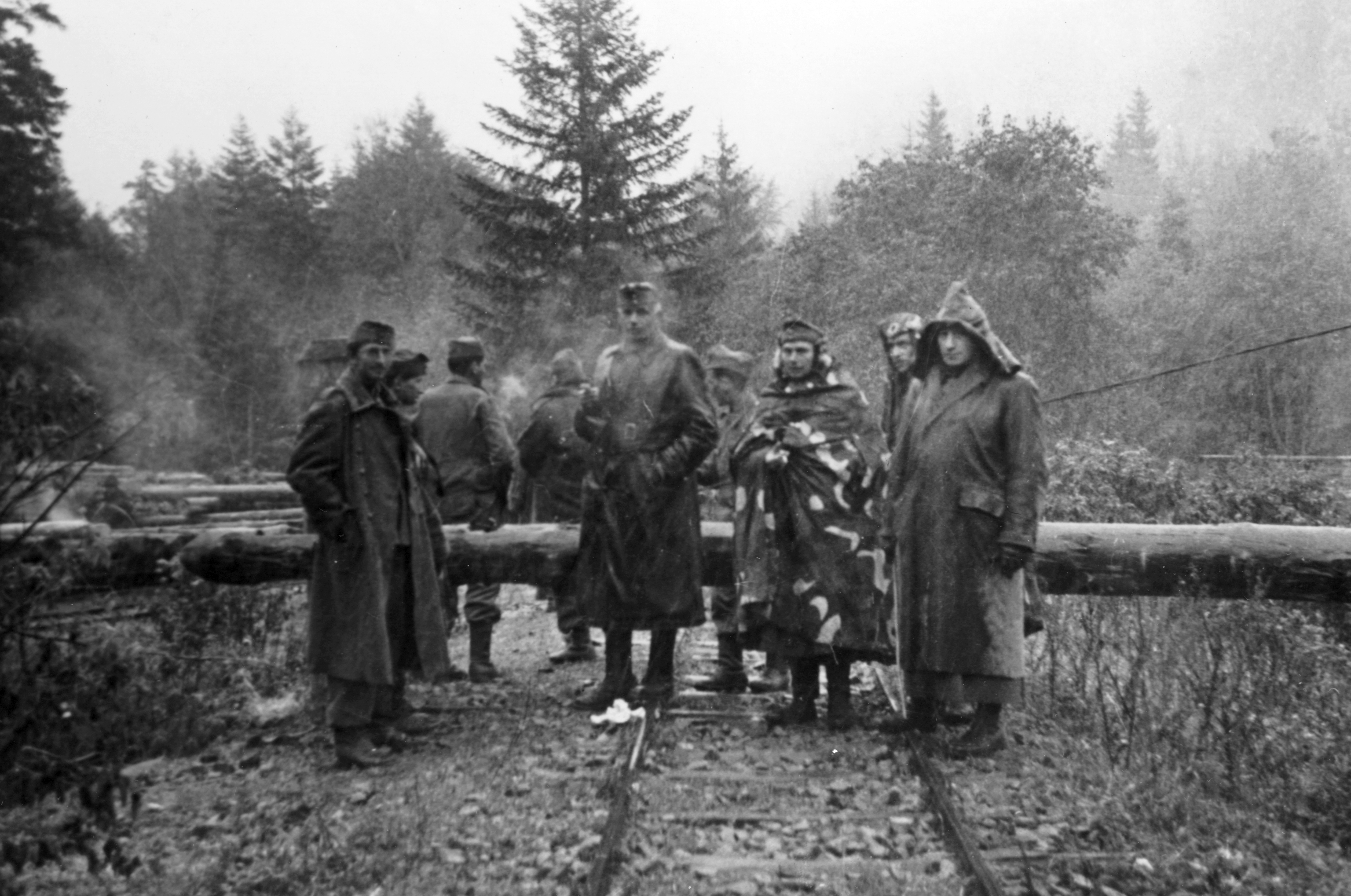
Echipă a Serviciului Muncii din Ungaria pe valea Uzului, în apropierea graniței ungaro-române, în 1941.

După căderea liniilor Maginot și Metaxas, o comisie maghiară a evaluat experiența germană în ceea ce privește fortificațiile. Potrivit recenziilor făcute de comisie, buncărurile de tip Magiont și Siegfried aveu multe puncte slabe. Prizele de aer și deschiderile puteau fi distruse de echipe mici de geniști infiltrate, buncărele în sine erau prea mari (din punct de vedere al camuflajului și al costurilor) și puteau fi orbite de ecrane mici de fum concentrate, pe deasupra necesitând resurse umane mari pentru operare. De asemenea, în timp ce Linia Mannerheim a dovedit că liniile de apărare flexibile sunt aproape imune la echipele mici de geniști și la ecranele mici de fum, la Sedan, un grup german de geniști a reușit să depășească apărarea principală în 41 de minute. Este de remarcat de asemenea că, după Dictatul de la Viena, trupele române au trebuit să evacueze Linia Carol al II-lea, cedată aproape în întregime, Ungariei. Înainte ca armata ungară să distrugă fortificațiile respective, acestea au fost inspectate de inginerii militari maghiari și s-au desfășurat exerciții militare, pentru a fi testate modalități de cucerire a sistemului de fortificații.  Experiența dobândită astfel, de maghiari, a fost folosită la construcția ulterioară a liniei Árpád.
Construcția propriuzisă a liniei, a început în anul 1940.  Dat fiind că reprezenta linia principală, Linia Árpád a concentrat principalul efort, de construire.
În zona de nord și de est a Transilvaniei, construția fortificațiilor a fost asigurată de către noua administrație maghiară prin intermediul detașamentelor de muncă forțată, formate din români și evrei. De asemenea, concentrați în lagăre militare de muncă din estul statului ungar, membrii de sex masculin ai populației rome au servit în 1944 la edificarea fortificațiilor liniei de apărare.

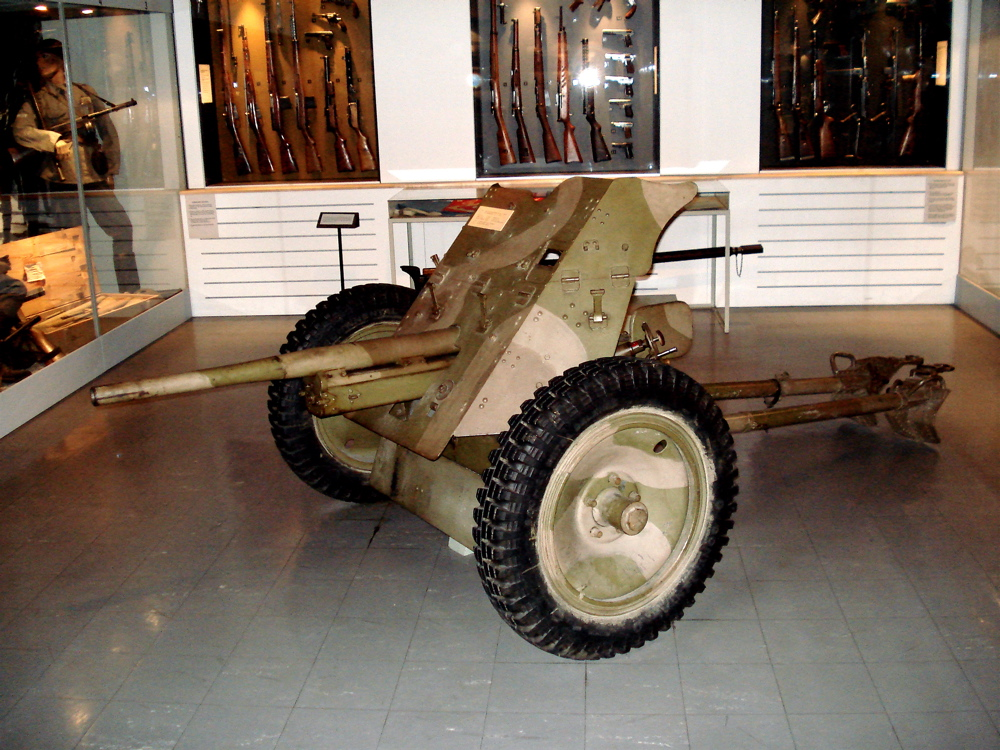
Tun antitanc PaK 36

Datorită lipsei de fonduri, aproape nici una dintre fortărețe nu a ajuns să fie finalizată, la momentul în care linia a trebuit să fie operațională. Cele mai multe dintre ele aveau în mod semnificativ mai puțină forță umană, sârmă ghimpată, arme de foc și armament greu decât standardul care fusese prevăzut în specificațiile oficiale (cu o medie de finalizare de 60-80% la momentul respectiv). O serie de adăposturi au fost pur și simplu substituite cu lăcașuri individuale de tragere, iar câteva dintre fortărețe nu aveau șanțuri antitanc. În cazul a două dintre fortărețe, mai puțin de 50 % din munca de construcție a fost executată. Cel mai mare deficit a fost în ceea ce privește dotarea cu grenade și armament antitanc; astfel, fortărețele nu au primit niciodata tunuri antitanc cu un calibru de peste 47 mm. Cele mai multe dintre ele au primit doar trei sau mai puține tunuri antitanc învechite de tipul Pak 36, cu calibrul de 37 mm. În speță, companiile maghiare de pază a frontierei au fost de fapt unitățile cu aproape cea mai slabă dotare din întreaga armată a Ungariei. Ele au fost echipate cu tunuri vechi iugoslave și armament învechit, rămas din Primul Război Mondial. În pofida acestei situații, fortărețele au fost bine concepute să s-au dovedit a fi surprinzător de eficace.

## Structura

Expansiunea teritorială a Ungariei între 1938-1941.

### Pozițiile fortificate avansate

#### Linia Hunyadi
Linia Hunyadi, a urmărit traseul punctelor înalte de pe dealurile de la poalele munților și a constat dintr-o serie de puncte întărite înconjurate de sârmă ghimpată și bazate pe existența unor buncăre de lemn îngropate în pământ. Existau și șanțuri antitanc.
Punctele respective, erau ocupate de subunități de mărimea unei companii sau a unui batalion.

#### Linia Sfântul László
A urmărit vechea graniță ungaro-poloneză și a fost realizată pe crestele munților, între Linia Hunyadi și linia principală. A inclus multe poziții preexistente realizate în Primul Război Mondial, inclusiv tranșee. Deoarece scopul ei era doar acela de a bloca inamicul pentru a acoperi replierea pe linia principală, nu i s-au adăugat multe lucrări noi.
Linia a fost ocupată de către subunități de dimensiunea unui batalion.

### Linia principală

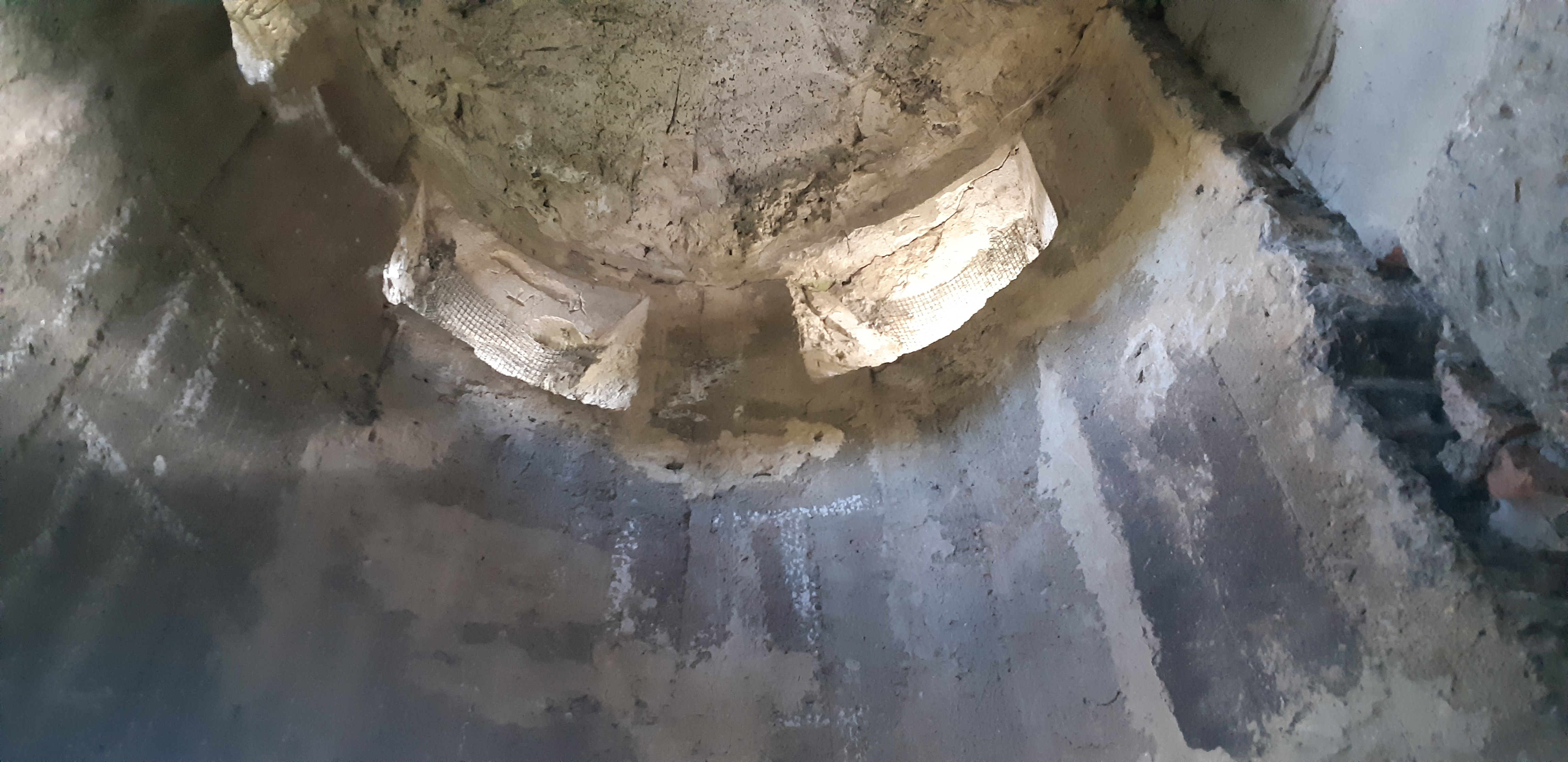
Lăcaș de tragere cu ambrazuri din buncărul de sub Cantonul feroviar Nr. 30 de la Ghimeș.

Conform lui János József Szabó, linia principală a constat dintr-o serie de 99 de puncte întărite, fiecare cu 15-20 de buncăre. Fiecare din aceste 99 de puncte întărite a fost deservită de câtre o companie de fortăreață, de până la 300 de oameni. Acestea blocau accesul pe văile înguste sau la nivelul trecătorilor, fiind poziționate pe flancurile de deal la 1 km distanță sau chiar mai mult. Au fost astfel construite din beton armat 759 de buncăre și 394 de poziții de tragere săpate în pământ. Au fost săpați aproximativ 400 de km de tranșee și șanțuri și au fost construite obstacole antitanc și antipersonal în lungime de aproximativ 135 de km.
Numai una singură dintre fortărețe a constat dintr-un sistem de buncăre edificate pe scară largă, toate celelalte fortificații constând din buncăre ne-luptătoare, cu o suprafață mai mică de 8x8 m2. Deoarece metoda impunea un aliniament în mod definitoriu raportat la teren, nu există un aspect standard, fiecare fortăreață fiind unică. Acest fapt a sporit eficiența apărării, deoarece nu era posibil să fie înfânte diferite völgyzár-e, prin adoptarea unei metodologii uniforme.

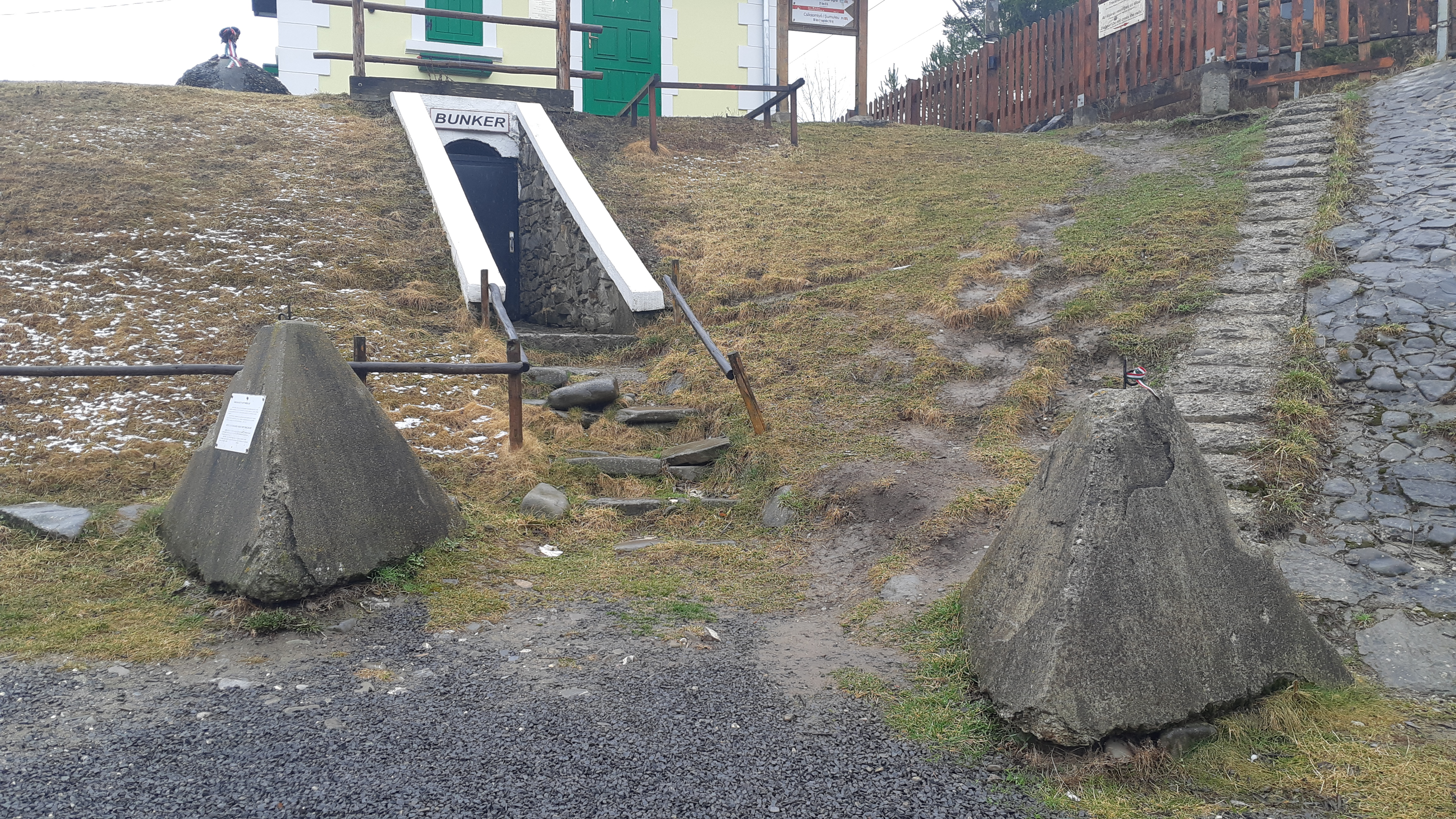
Dinți de dragon antitanc ai Liniei Arpad și intrarea în buncărul de sub Cantonul feroviar Nr. 30 de la Ghimeș.

Au fost amplasate mine antipersonal și rețele de sârmă ghimpată. Una dintre poziții a fost apărată de o rețea de sârmă electrificată , alimentată de 2 generatoare (eficacitatea acestui tip de obstacol fiind chestionabilă). Construcțiile de apărare antitanc au inclus dinți de dragon și șine metalice înglobate vertical, în beton. Au fost amplasate de asemenea, mine antitanc.
În spatele liniei, la o distanță de 5-10 km a fost edificată o a doua linie, secundară. De asemenea, în spatele liniei principale, în Ținutul Secuiesc, a fost gândită o poziție fortificată circulară.

### Structura unei fortărețe tipice
Pe Linia Árpád se găseau 29 de fortărețe ( în maghiară völgyzár). O astfel de fortăreață era operată de către o companie de cetate, formată din 200-300 de soldați. Spre comparație, o zonă defensivă de dimensiuni similare de la nivelul Liniei Maginot era operată de o forță de dimensiunea unei divizii.
Trupele companiei erau distribuite în 3-4 sectoare circulare independente, în subunități de mărimea unui pluton, dotate fiecare cu câte două puști-mitraliere și câteva pistoale-mitraliere. Fiecare dintre grupele de soldați, precum și fiecare piesă de armament greu, aveau propriul adăpost.
Un pluton avea la dispoziție trei sau mai multe inele concentrice de tranșee și câteva adăposturi blindate, înconjurate de o zonă cu obstacole anti-personal având o lățime de 30-50 m. Sectoarele independente erau interconectate de tranșee de comunicație și de linii telefonice. Fortăreața avea armele grele concentrate, în zonele cele mai vulnerabile. În mod tipic, o fortăreață era dotată cu patru mitraliere grele, între două și patru tunuri antitanc cu calibrul de 37 sau 40 mm și câteva mortiere. Toate acestea erau operate de pe poziții de artilerie, cu întărituri de lemn și pământ. În partea din spate se găseau între două și patru cazemate cu mitraliere, bine camuflate, pentru cazul în care ar fi venit vreun atac din direcția respectivă. Fortăreața avea de asemenea un buncăr de comandă, un punct medical, câteva adăposturi blindate pentru muniție și echipament, o mică grupă de ingineri (echipată cu mine și aruncător de flăcări), precum și o bucătărie. Întreaga fortăreață era înconjurată de două sau mai multe șanțuri antitanc în formă de „V” sau „U” ori de pereți antitanc, de câmpuri minate și de obstacole naturale (de exemplu, povârnișuri sau pante abrupte); astfel, nu exista  posibilitate ca tancurile să se poată apropia de fortăreață.
Atât soldații cât și armamentul greu aveau trei sau mai multe poziții deschise de tragere conectate prin tranșee, pentru a face dificilă menținerea lor sub foc. Buncărele de beton erau adesea numai cu rol de adăposturi, fiind necesare doar în cazul în care poziția ar fi fost supusă unui bombardament de artilerie. Doar cazematele dotate cu mitraliere aveau fante. De asemenea, cazematele pentru mitraliere și tunuri erau în mod particular bine camuflate și aproape toate aveau posibilitatea de a executa foc în lateral, pentru a apăra obstacolele antitanc împotriva geniștilor; de aceea, nici un adintre acestea  nu era menită să execute foc direct către inamic. Nefiind expuse tragerilor directe ale artileriei inamice, pereții acestor construcții puteau fi mult mai subțiri decât cele ale celor de tip Maginot, ceea ce a făcut necesară folosirea unei cantități mai mici de beton, raportată per kilometru, comparativ cu alte linii. Puține tipuri de clădiri de pe linia Árpád au fost construite după planuri unificate, principalele modele fiind: cazemata pentru mitralieră grea (4.6 x 4.6 m), cazemata pentru mitralieră ușoară (1.2 x 1.2 m), adăpostul cu acoperiș rotunjit pentru o grupă (5 x 4 m), adăpostul pentru tun sau mortier (7x4 m), buncărul de comandă (6 x 4 m), buncărul medical (7 x 4 m), postul de observare (1,2 x 1,2m), dinții de dragon.

## Depășirea liniei de către forțele sovietice

### Premise
România și Ungaria au avut un rol critic în apărarea perimetrului Reichului în anul 1944, nu numai ca urmare a asigurării petrolului necesar Germaniei precum și ca urmare a faptului că prin intermediul lor, Germania domina Peninsula Balcanică, ci și prin faptul că împreună cu statul marionetă slovac au deținut pe teritoriul lor bariera naturală a Carpaților, capabilă să asigure un perimetru defensiv dinspre nord împotriva trupelor sovietice, în condițiile în care acestea urmau să ajungă în cîmpia poloneză. Astfel, în timp ce trupele române urmau să asigure cu sprijinul celor germane defensiva Liniei Carol, edificată la vechea frontieră în partea de est înainte de război, precum și a propriilor trecători, Armata I Ungară a ocupat părțial Transilvania și Rutenia Subcarpatică, ameliorându-le în acest timp capacitatea de apărare.
La mijlocul lunii martie însă, trupele germane au ocupat Ungaria și armata țării a fost pusă sub autoritatea militară a Reichului. Armata I Ungară a primit ordinul de a avansa peste Carpați pentru a ataca forțele sovietice și pentru a a participa la construcția Liniei Prinz Eugen, lăsând în spate numai batalioane de pază ale frontierei. În acest timp, detașamentele de construcție ale Armatei I Ungare au primit misiunea de a edifica Linia Hunyadi.

### Preludiu
La 26 iulie trupele maghiare au abandonat Linia Prinz Eugen și contrar ordinelor germane, trupele armatei s-au retras spre Linia Hunyadi pentru a-și apăra propriul teritoriu,  instalându-se în dispozitiv la începutul lunii august 1944. La 23 august însă România a ieșit din război, două armate germane fiind cu această ocazie prinse în capcană în timp ce încercau să se degajeze spre liniile amice ungare, iar la 9 septembrie Bulgaria s-a predat și ea.
Pozițiile Axei în Balcani au devenit astfel de nesusținut și trupele ungare au stabilizat frontul de-a lungul Carpaților. În luna septembrie acestea erau deja retrase în dispozitivul Liniei Árpád, într-o manevră executată sub acoperirea trupelor aflate în Linia Hunyadi. De asemenea, formațiunele de mărime unui batalion lăsate la nivelul Liniei Sfântul László au încetinit avansul sovietic, după abandonarea Liniei Hunyadi.

### Depășirea liniei
Prima breșă a Liniei Árpád  a fost făcută de către trupele sovietice la sfârșitul lunii septembrie 1944, în cadrul luptelor duse pentru Pasul Dukla.

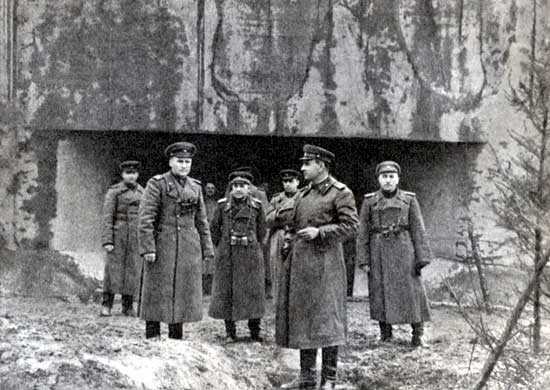
Comandantul Armatei 1 de Gardă, generalul-colonel Andrei Greciko (aflat în centru), cu ofițeri de-ai săi, pe Linia Árpád în 1944.

Sovieticii au găsit o cale de acces prin trecătorile lăsate deschise  de către trupele române, astfel că în luna octombrie au intrat în Transilvania și au început să avanseze de-a lungul Dunării, fiind gata să debușeze în Câmpia Ungariei.
Dat fiind că la mijlocul lunii octombrie 1944 formațiunile sovietice avansând spre vărsarea Dunării, ajunseseră să flancheze prin zona sudică trupele ungare, acestea au executat retragerea generală de pe aliniamentul rămas al Liniei Árpád, ceea ce a permis și avansul trupelor ruse dinspre nord-est.

### Eficiența
Potrivit opiniei autorilor maghiari József János Szabó și Mihályi Balázs, după bătălia de la Kursk, Linia Árpád a reușit să rețină armata rusă timp de mai mult de 3 săptămâni. De asemenea, în ceea ce privește eficacitatea sa raportată la rata costurilor, respectiva linia s-a dovedit a fi cel mai puternic sistem de fortificații din timpul celui de-al Doilea Război Mondial. Construcția sa a fost de 5-10 ori mai ieftină per kilometru decât cea a liniilor de fortificații germane și franceze și a reușit să rețină inamicul o perioadă mai lungă. Pe de altă parte, pierderile apărătorilor au fost extrem de scăzute, în ciuda superiorității numerice a inamicului și a slabei echipări a forțelor armate maghiare.
Chiar dacă superioritatea din punct de vedere numeric a forțelor sovietice a fost de peste zece ori mai mare, acestea nu au reușit să ocupe nici măcar o singură fortăreață. Sovieticii au provocat daune grave doar la câteva dintre acestea, la fel cum s-a întâmplat la nivelul Liniei Mannerheim. În mai multe cazuri (de exemplu la Ghimeș-Făget), subunități defensive cu efective asemănătoare unei companii (250 de soldați din trupele de grăniceri) s-au confruntat cu succes cu forțe sovietice superioare ca efectiv unei divizii ruse (10.000-15.000 de soldați). Fiecarui soldat ucis din dispozitivul Liniei Árpád i-au corespuns 483 de militari sovietici uciși, chiar și în condițiile de echipare precară a fortărețelor.
La sfârșitul lunii octombrie forțele maghiare s-au retras în mod ordonat de pe Linia Árpád, ca urmare a flancării acestora de către forțele sovietice în Transilvania și a avansului acestora de-a lungul Dunării, ceea ce a determinat descoperirea liniei.
Aceeași teorie a apărării flexibile, care a fundamentat construcția Liniei Árpád, a stat ulterior și la baza construcției Liniei Bar-Lev de către Israel.

## Linia Árpád pe teritoriul României
În Carpații Orientali românești, perimetrele în cadrul cărora au fost executate lucrări de fortificații pentru Linia Árpád au fost de la nord la sud, următoarele:
| - Pasul Prislop: Poienile de sub Munte, Valea Vaserului, Borșa - Pasul Rotunda (Rodna): Rodna, Ilva Mică, Ilva Mare - Pasul Tihuța (Bârgău): Mureșenii Bârgăului - Pasul Tulgheș: Borsec, Sălard | - Pasul Pângărați (Bicaz): Bicaz Chei - Pasul Ghimeș: Lunca de Sus - Valea Uzului - Pasul Oituz: Cașinu Nou, Bixad |

| Imagine indisponibilă                                                      |  | Imagine indisponibilă                                             |
| Panou de informare turistică: schema unui buncăr de la Verhnea Hrabivnîțea |  | Panou de informare turistică lângă o cazemată de pe valea Treblia |

La nivelul anului 1920, cercetarea liniei Árpád și cartografia rămășițelor sale nu intrase încă în atenția istoricilor militari și a cercetătorilor români, subiectul beneficiind până la acel moment însă de articole, studii și cărți, din partea omonimilor maghiari ai acestora.

## Valorificare turistică
Pentru Ucraina, existența elementelor fostei Liniei Árpád reprezintă în acest moment o resursă turistică, fiind creată ruta turistică de istorie militară cu același nume. Astfel în Transcrapatia, unul dintre punctele semnificative de atracție ale turismului cultural a ajuns să îl constituie sistemul de buncăre ale Liniei Árpád, de lângă Verhnea Hrabivnîțea.
Relevanța turistică a structurilor antropice supraviețuitoare ale fostei linii defensive este crescută actual de procesele carstice, care procese au dus la crearea în unele dintre cazemate sau buncăre, de speleoteme de picurare (stalactite sau stalagmite) și de prelingere gravitațională (pânze, sau draperii). În România, există unui sit aparținând fostei Linii Árpád în zona Ghimeșului care ameliorează valoarea peisajului cultural local, crescându-i astfel valoarea din punct de vedere al turismului negru.